# Кримск
Кримск (на руски: Крымск) е град в Русия, административен център на Кримски район. Населението му към 1 януари 2018 година е 57 229 души.

## География
Градът се намира на 87 километра от Краснодар. Разположен е на брега на река Адагум, която е ляв приток на река Кубан.